# Xenacoelomorpha
Xenacoelomorpha é um pequeno filo de animais invertebrados bilaterianos, dividido em dois subfilos irmãos: Xenoturbellida e Acoelomorpha. Este novo filo foi nomeado em fevereiro de 2011 e sugerido com base em sinapomorfias morfológicas (aparências físicas compartilhadas pelos animais do clado), que foi então confirmado por análises filogenômicas de dados moleculares (semelhanças no DNA dos animais dentro do clado).

## Filogenética

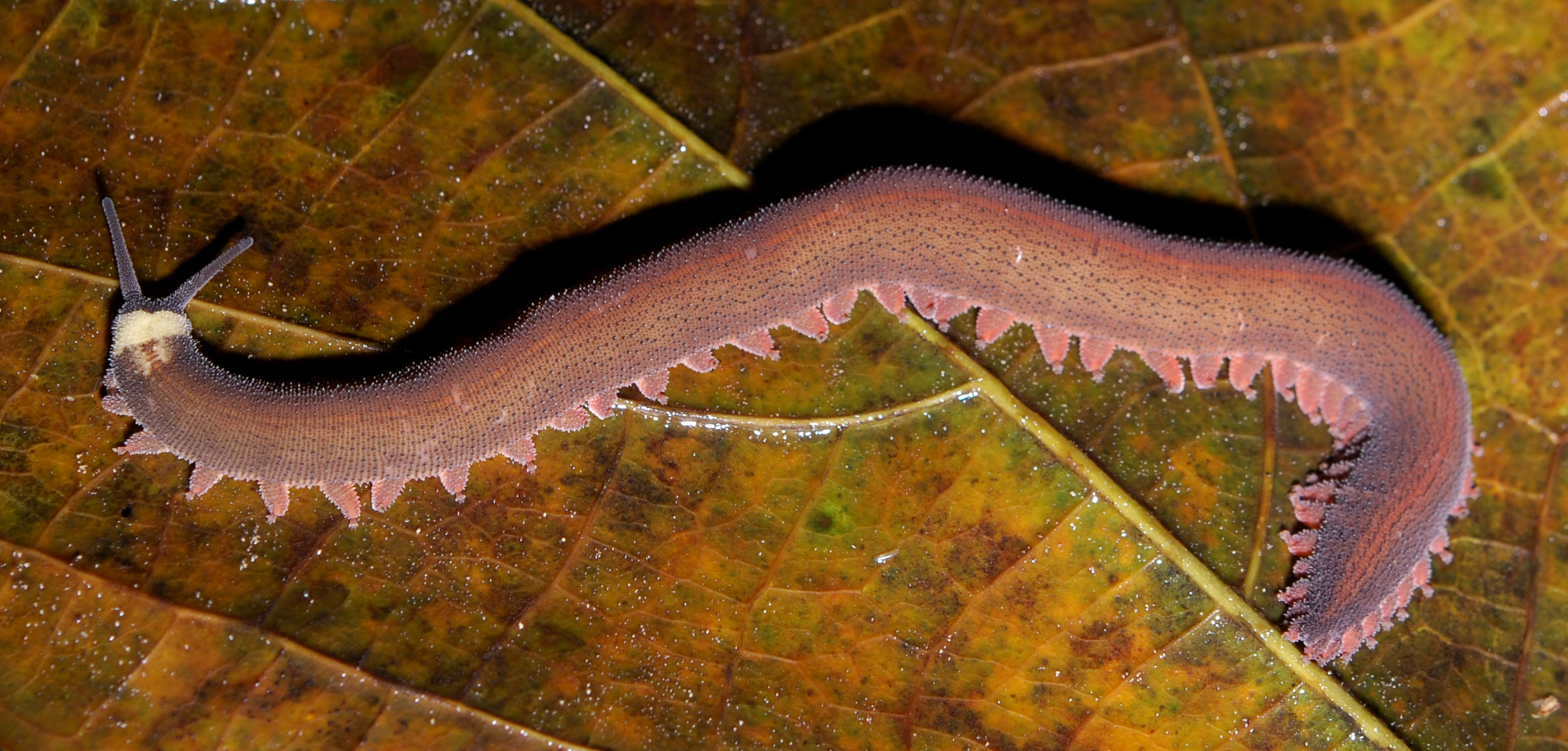
Uma espécie de Onychophora (vermes de veludo) encontrada no Parque Nacional Yasuni, Equador. Os Onychophora são um fio de invertebrados com corpo alongado e pernas articuladas, que se acredita serem os parentes mais próximos dos artrópodes. A imagem ilustra a diversidade morfológica dos Xenacoelomorpha e sua importância filogenética para a compreensão da evolução dos animais.

O clado Xenacoelomorpha agrupa o Acoelomorpha e o género Xenoturbella, devido a estudos moleculares. Inicialmente, este filo foi considerado um membro dos deuterostômios, (ou seja, durante o desenvolvimento, como um embrião, o ânus se desenvolve primeiro e depois a boca), mas devido à recente análise do transcriptoma, concluiu-se que o filo Xenacoelomorpha é o grupo irmão (dois parentes mais próximos em uma árvore filogenética) dos Nefrozoários, que inclui tanto os protostômios (onde, no desenvolvimento do embrião, a boca se forma primeiro, depois o ânus) e os deuterostômios, portanto, o filo Xenacoelomorpha é o clado mais basal bilateral. Isso significaria que eles não são nem deuterostômios nem protostomos.
No entanto, alguns estudos apontam que seu posicionamento basal pode ser causado por altas taxas de mutação levando à atração de ramos longos (LBA). Essas análises sugerem que os xenacoelomorfos são, em vez disso, o grupo irmão de Ambulacraria, formando o clado Xenambulacraria e que, apesar de seus planos corporais simples, eles na verdade derivam de um ancestral mais complexo. Ter um maior número de espécies dentro deste grupo permitiria melhores conclusões e análises a serem feitas dentro do filo e em grupos intimamente relacionados ao filo.

## Características
Todas as espécies dentro do filo xenacoelomorfos são bilaterais, o que significa que eles têm uma imagem espelhada em seus eixos direito e esquerdo, como os humanos. Embora sejam triploblastos (o que significa que têm as três camadas germinativas: ectoderme, endoderme e mesoderme), eles não têm uma cavidade corporal verdadeira, possuindo um plano corporal acelomato. Embora os animais diploblásticos (com apenas duas camadas germinativas: ectoderme e endoderme) também não possuam um celoma, eles não têm um plano corporal acelomado porque não possuem a camada germinativa do mesoderma. Em acoéis, a boca se abre diretamente em um grande sincício endodérmico, enquanto em nemertodermátides e xenoturbelídeos há um intestino em forma de saco revestido por células não-conciliadas.
O sistema nervoso é basiepidérmico, ou seja, localizado logo abaixo da epiderme, e o cérebro está ausente. Nos xenoturbelídeos é constituído por uma rede nervosa simples sem nenhuma concentração especial de neurônios, enquanto nos acoelomorfos é organizado em uma série de feixes longitudinais unidos na região anterior por uma comissura em anel de complexidade variável.
Os órgãos sensoriais incluem um estatocisto (para equilíbrio) e alguns grupos têm dois ocelos unicelulares.
A epiderme de todas as espécies do filo é ciliada. Os cílios são compostos por um conjunto de 9 pares de microtúbulos periféricos e um ou dois microtúbulos centrais (padrões 9 + 1 e 9 + 2, respectivamente). Os pares 4–7 terminam antes da ponta, criando uma estrutura chamada "prateleira".
Este filo consiste em espécies de vida livre, parasitas e simbióticas. Eles são pequenos plana como vermes encontrados na marinha e, por vezes, de água salobra ambientes, nos sedimentos. Eles podem ser encontrados em profundidades de quase 4 km e perto de fontes hidrotermais. O filo é hermafrodita (órgãos sexuais masculinos e femininos) e se reproduz sexualmente com desenvolvimento direto, o que significa que eles pulam o estágio larval vulnerável.